# 长安路
長安路是中華人民共和國上海市靜安區一條道路，西起秣陵路，東至共和新路，全長1780米。道路修建於中華民国5年（1916年）以前，一說約於清朝末年由廣肇山莊修建，曾經名為廣肇老路，後來改名長安路，道路名稱來自於陝西省長安縣，一說路名寓意長治久安。